# David R. Marchant
David R. Marchant est un géologue glaciologue américain, ancien professeur à l'université de Boston et à l'université du Maine, écarté en 2019 après qu'il est démontré qu'il avait violé les règles du Titre IX en harcelant sexuellement plusieurs de ses étudiantes, notamment Jane Willenbring ; celle-ci témoigne dans le documentaire Picture a Scientist.  

## Contribution scientifique
Son approche de la glaciologie a été décrite comme stabiliste, quelqu'un qui pense que l'inlandsis de l'Antarctique de l'Est est resté froid et généralement stable au cours des 15 derniers millions d'années. 

## Affaires de harcèlement sexuel
Après avoir été titularisée à l'Institut d'océanographie Scripps (à l'UC San Diego) en juillet 2016, Jane Willenbring dépose une plainte au titre IX auprès de l'université de Boston dans laquelle elle déclare que lors de son expédition en Antarctique en 1999 avec Marchant, il l'a poussée à plusieurs reprises sur une pente raide, lui a jeté des pierres alors qu'elle urinait à l'extérieur, lui a soufflé des éclats de cendres volcaniques dans les yeux et l'a traitée de « salope » et de « pute »,. Une deuxième femme déclare qu'il l'avait traitée à plusieurs reprises de « chatte » et de « salope » et qu'il lui avait promis de bloquer tout financement de la recherche par la NSF si elle poursuivait sa carrière dans le milieu universitaire ; elle a quitté le milieu universitaire[6]. Une troisième femme, Hillary Tulley, déclare que « ses railleries, ses commentaires dégradants sur mon corps, mon cerveau et mes insuffisances générales n'ont jamais cessé ». La plupart des récits de Willenbring et Tulley ont été corroborés par Adam Lewis, qui a participé aux voyages avec Willenbring et Tulley, et qui a déclaré que [Marchant] « a clairement déclaré qu'il ne pensait pas que les femmes devraient être des géologues de terrain » Ces événements ont été couverts par le documentaire de PBS NOVA Picture a Scientist,.
Plusieurs étudiantes diplômées qui ont travaillé avec Marchant en 2008 et par la suite n'ont pas rapporté avoir eu de mauvaises expériences et ont loué son caractère[6]. Lewis a déclaré que « le comportement extrême » qu'il avait vu chez Marchant dans ces premières saisons semblait avoir changé, de sorte que l'« attitude de Marchant est devenue une simple méfiance » à l'égard des femmes,.
En octobre 2017, la commission scientifique de la Chambre des représentants des États-Unis lance une enquête sur ces allégations, notant que Marchant avait reçu plus de 5,4 M€ de récompenses depuis la fin des années 1990 de la part de la NASA et de la National Science Foundation.
En novembre 2017, l'université de Boston conclut que Marchant avait harcelé sexuellement Willenbring, mais pas d'autres personnes.
Marchant est licencié par l'université de Boston en 2019, où il était membre du corps enseignant du département de la Terre et de l'environnement du College of Arts & Sciences, Bien qu'un panel de cinq membres du corps enseignant de l'université de Boston ait recommandé que Marchant soit suspendu pour trois ans sans salaire, le président de l'université, Robert A. Brown (en), décide de le licencier Marchant,.
Le glacier de l'Antarctique qui portait le nom de Marchant depuis 1994 est rebaptisé glacier Matataua (en) par le Conseil des noms géographiques des États-Unis en 2018.